# Hoffnungskirche (Freital)

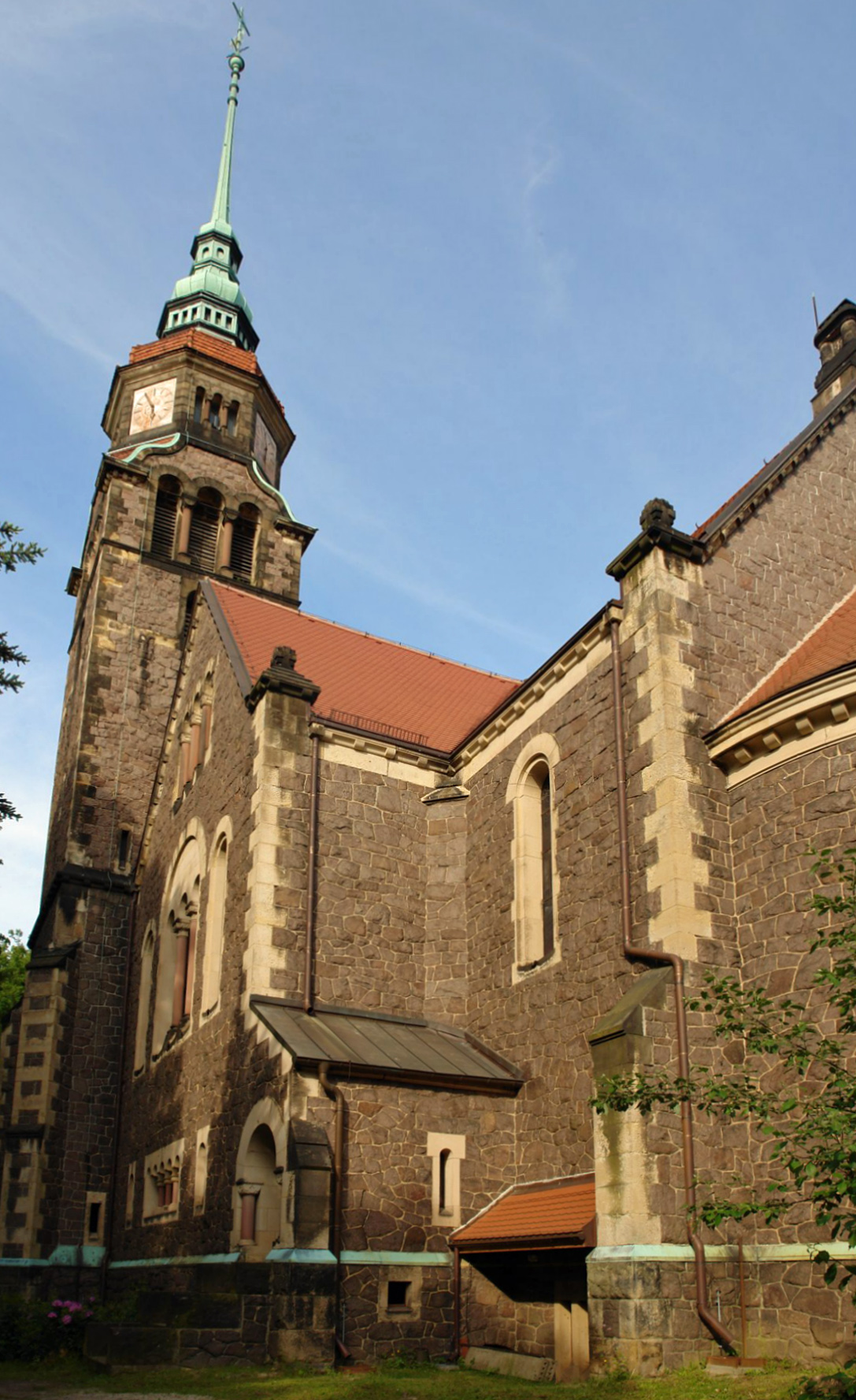
Hoffnungskirche Freital-Hainsberg

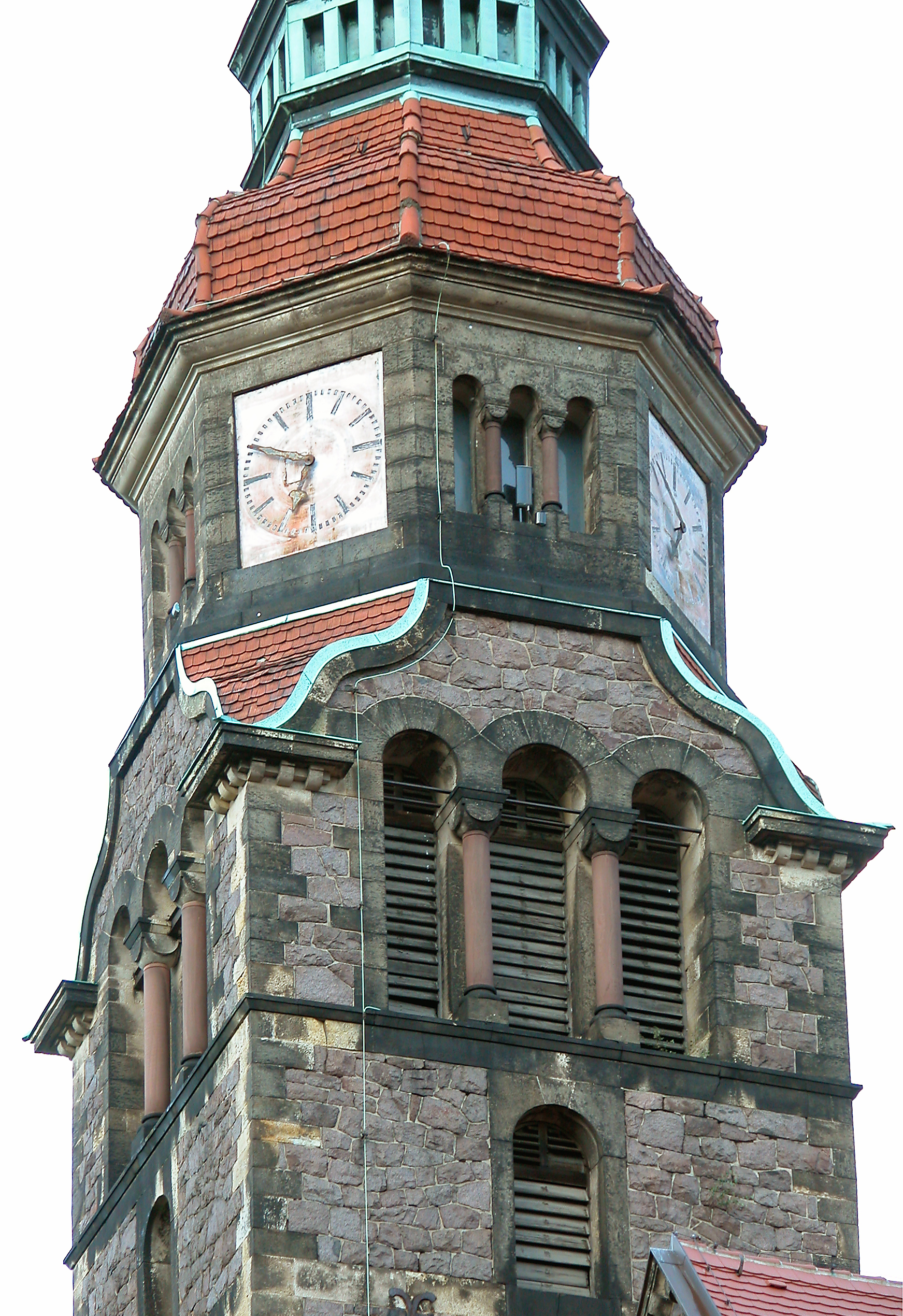
Hoffnungskirche in Freital-Hainsberg

Die Hoffnungskirche ist eine evangelisch-lutherische Kirche in Freital. Sie befindet sich im Stadtteil Hainsberg.

## Geschichte
Im Juli 1900 legten die evangelischen Christen der Gemeinde Hainsberg den Grundstein für ihre neue Kirche. Überlegungen dazu hatte es seit 1897 im Hainsberger Gemeinderat gegeben. In knapp 16-monatiger Bauzeit wurde das 58 m hohe Bauwerk fertiggestellt und am 11. November 1901 geweiht. Damit trennte sich der Ort, der im Zuge der Industrialisierung in der Region starken Einwohnerzuwachs verzeichnete, kirchlich von der Somsdorfer Georgenkirche.
Die ersten drei Bronze-Glocken aus der Glockengießerei C. Albert Bierling in Dresden stifteten Kommerzienrat Römer und dessen Frau Ida Römer geborene Bienert zum Gedenken an ihre früh verstorbenen Söhne, ebenso die pneumatische Orgel – ein dem Jugendstil angepasstes Instrument mit Eichenholzgehäuse vom Dresdner Hoforgelbauer Jehmlich. Der Guss der Glocken erfolgte am 2. Dezember 1899 in Anwesenheit von etwa 30 Hainsberger Gemeindemitgliedern.
Am 25. November 1917 stürzte die Kirchturmspitze mit Kreuz während des Gottesdienstes bei einem schweren Sturm auf den Vorplatz, Menschen kamen nicht zu Schaden. Im Sommer 1918 erfolgten diesbezüglich Reparaturarbeiten.
Seit 1934 wurde das Geläut durch eine elektrische Läuteanlage bewegt, die 1999 durch eine neuere ersetzt wurde.
Während des Zweiten Weltkriegs fielen die große und mittlere Bronzeglocke den Metallsammlungen zugunsten der Rüstungsindustrie zum Opfer. Am 26. März 1942 wurden sie vom Turm geholt und später eingeschmolzen. Nach dem Krieg hoffte die Gemeinde, diese auf dem Hamburger Glockenfriedhof wiederzufinden. Die Suche war jedoch erfolglos. 1955 erhielt das Geläut drei neue Eisenhartgussglocken, gespendet von Richard Dämming und Erwin Schäfer, seither besteht das Geläut aus vier Glocken und erklingt in den Tönen e′, fis′, b′, h′.
In den Jahren von 1985 bis 1990 wurden die Innenräume der Kirche renoviert, das Kirchenschiff erhielt 2005 ein neues Dach. Die vielen Hoffnungsbilder im Inneren der Kirche nahm die Gemeinde zum Anlass, der Kirche am 11. November 1990 den Namen Hoffnungskirche zu geben.
Zum 1. Januar 1999 gründeten die Kirchgemeinden der Hoffnungskirche Hainsberg, der Emmauskirche Potschappel, der Lutherkirche Döhlen, der Christuskirche Deuben und der Georgenkirche Somsdorf, das Evangelisch-Lutherische Kirchspiel Freital. Zum 1. Januar 2014 vereinigte sich das Kirchspiel zur Evangelisch-Lutherischen Kirchgemeinde Freital. Seit dem 2. Januar 2021 gehört die Kirchgemeinde zum Ev.-Luth. Kirchgemeindebund Wilsdruff-Freital.

## Architektur

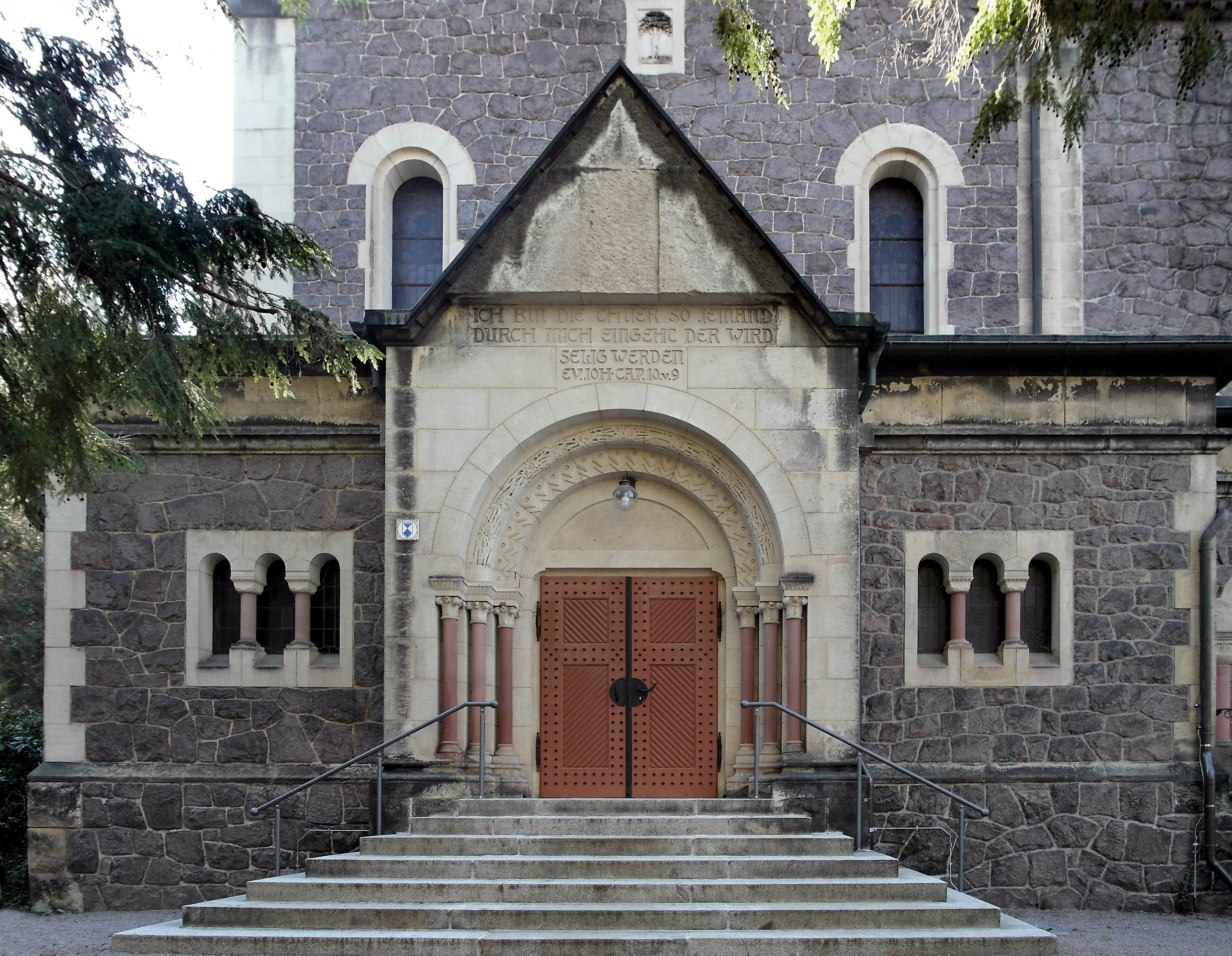
Hoffnungskirche Freital-Hainsberg

Der Grundriss des Gebäudes ist kreuzförmig mit zentralisierendem Charakter und weicht von der üblichen Orientierung des Altars nach Osten ab. Der Architekt Richard Friedrich Reuter prägte die Außenarchitektur durch neoromanische Stilelemente. Das schwere Eingangsportal im Nordosten wird von Säulen mit Kämpfern aus rotem Sandstein (Roter Mainsandstein) getragen. Die Kapitelle und Kämpfer sind mit geometrisch-floralen Jugendstilornamenten verziert. Unter dem Giebel  der Eingangshalle mit rundbogigem Hauptportal befindet sich das Hainsberger Ortswappen: Die Hainsbergbuche.
Das Mauerwerk besteht aus Bruchstein: Monzonit aus dem Plauenschen Grund und Granodiorit aus Demitz-Thumitz (sog. Lausitzer Granit), das durch Elemente aus hellem Cottaer Sandstein gegliedert wird.
Im Südwesten ist die Sakristei mit einer kleinen Apsis angebaut. Das vergrößerte Querhaus ist in die Mitte des Langhauses gerückt und nimmt die beiden seitlichen Emporen auf. Sie wird durch die Erhöhung der Decke im Schnittpunkt beider Schiffe architektonisch unterstützt.

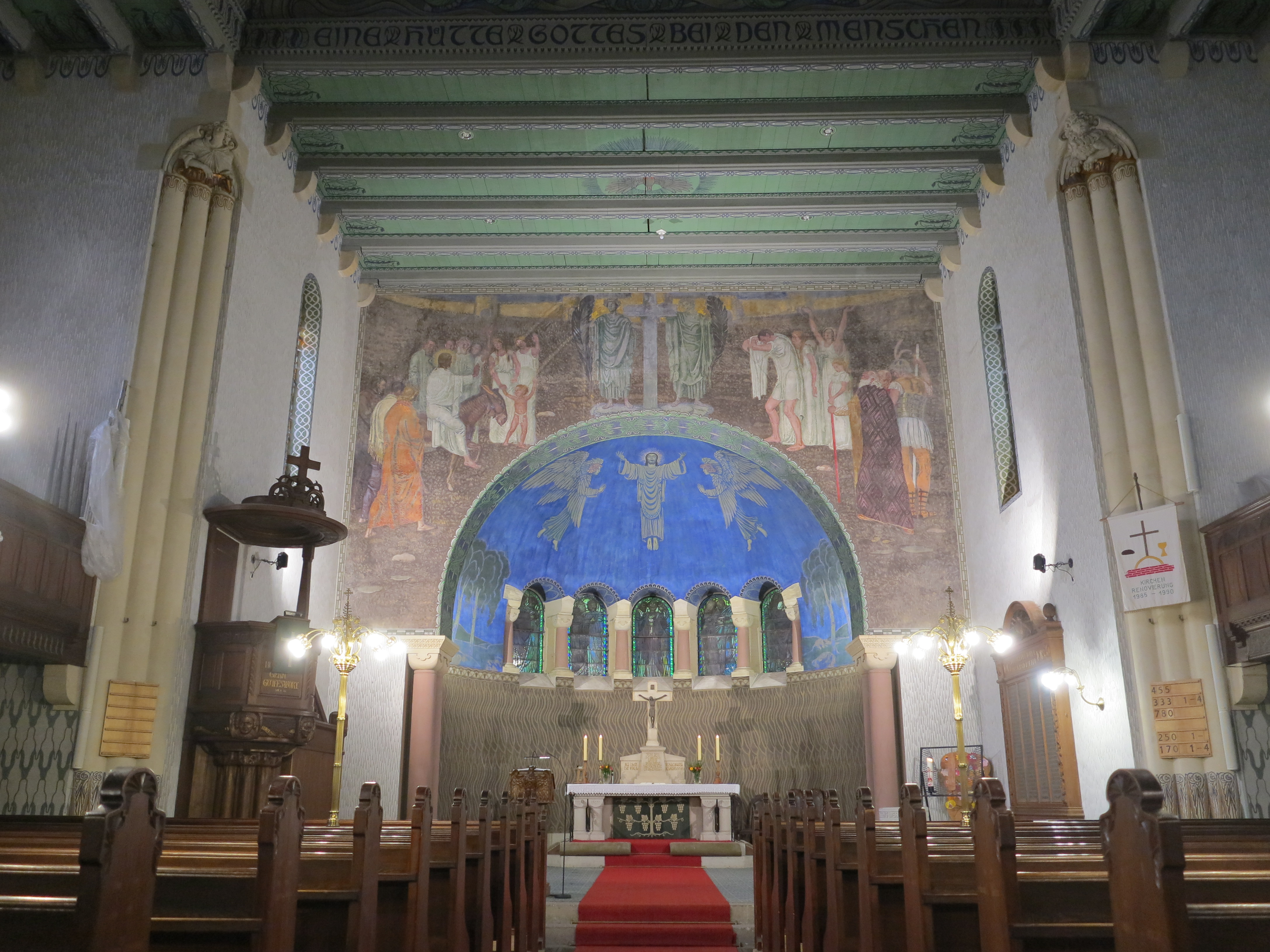
Kirchenschiff mit Altarraum der Hoffnungskirche Hainsberg

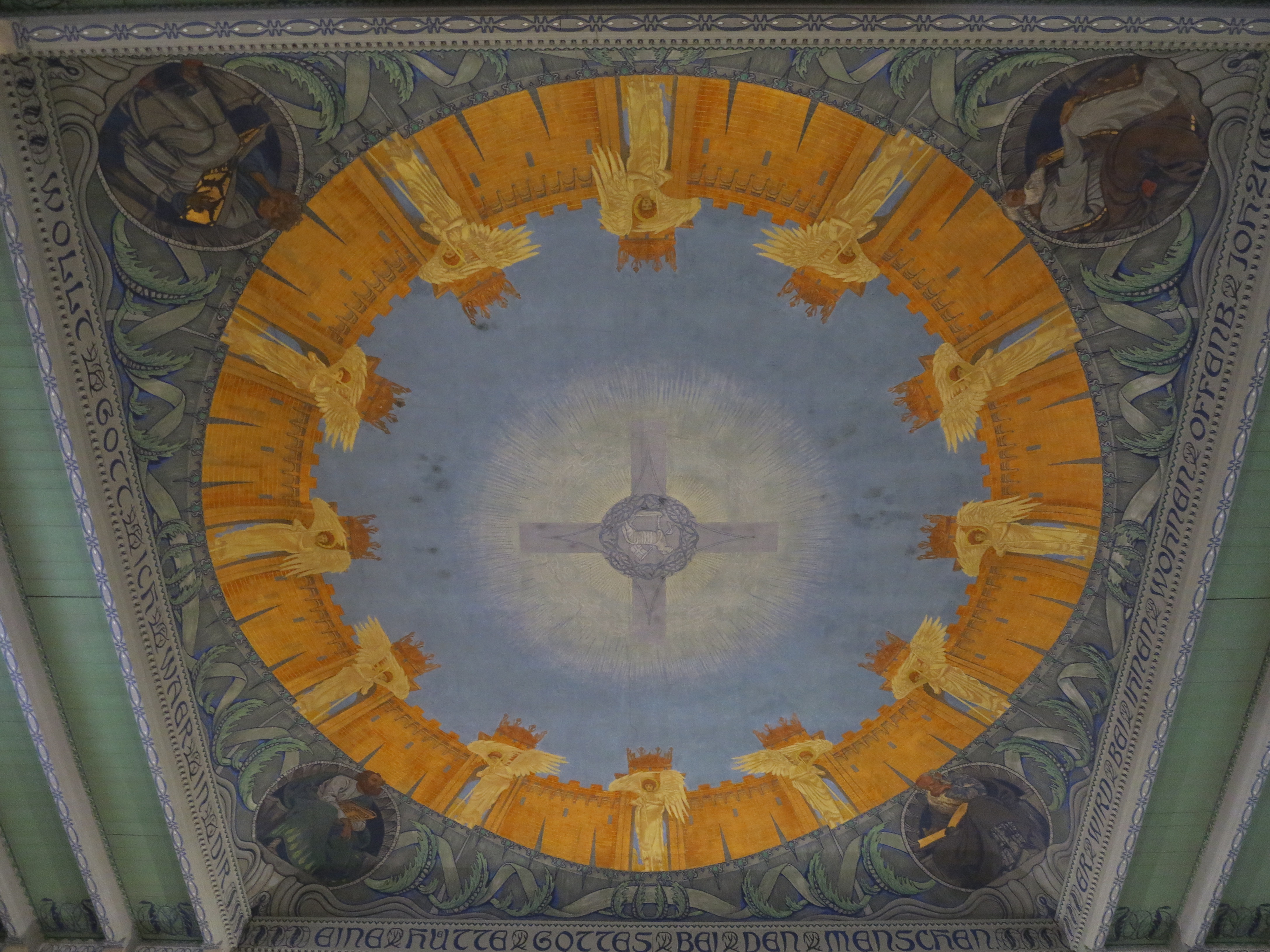
Deckenbemalung des Kirchenschiffes in Hainsberg

## Ausstattung

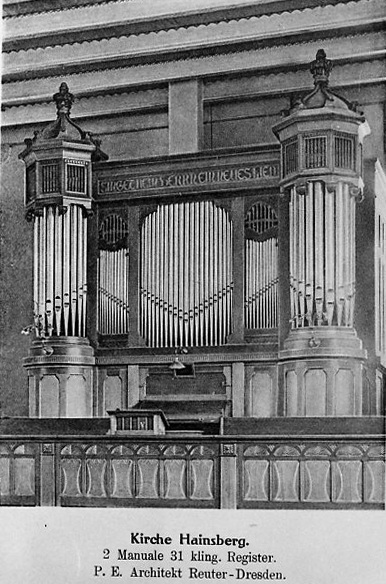
Jehmlich-Orgel

Die monumental-dekorative Ausgestaltung im Jugendstil ist eng mit der Ausstattung verbunden und wurde durch Otto Gußmann ausgeführt. Sie ist ein charakteristisches Beispiel für die Abwendung von der Neugotik und der Historienmalerei des 19. Jahrhunderts.
Die Glasmalereien der Fenster wurden von der Firma Gebrüder Liebert nach Kartons von Gußmann ausgeführt, sie bilden mit den monumentalen Malereien der Apsis, des Triumphbogens und der Vierungskuppel ein anspruchsvolles ikonographisches Programm nach Mt 20,18 . Am Triumphbogen sind vor einem in Brauntönen ausgeführtem Hintergrund der Einzug Christi in Jerusalem, das irdische Jerusalem und im Scheitel das von Engeln gerahmte Kreuz dargestellt (1911). Die Passionsgeschichte wird in zwei Szenen der beiden Fenster links und rechts fortgesetzt, in denen Christus gefesselt im Richthaus und den Kelch des Leidens im Garten Gethsemane empfangend dargestellt ist. Über der Fenstergruppe in der Apsis mit den in blaugrün gehaltenen Bildern der Apostel ist die Himmelfahrt Christi in einer Heidelandschaft im sphärischen Blau der Konche zu sehen. In der Flachkuppel ist das Himmlische Jerusalem als mauerumgebene mit zwölf Cherubim bewachte Stadt mit dem Kreuz und Lamm Gottes in der Mitte dargestellt. Unterhalb des Mauerrings sind pflanzliche Ornamente zu sehen, in den Zwickeln Tondi mit den Darstellungen der Evangelisten. Die Fenster im Querhaus zeigen in Braun- und Gelbtönen die christlichen Feste Weihnachten, Ostern und Pfingsten und die wesentlichen Elemente des Gottesdienstes Taufe Christi, die Bergpredigt und das Abendmahl.
Der Altar und die Taufe sind aus Sandstein, die Kanzel aus Holz sehr schlicht in Jugendstilformen ausgeführt.

## Orgel
Die Orgel ist ein Werk der Gebrüder Jehmlich von 1901 mit 32 Registern auf zwei Manualen und Pedal, das 1982 klanglich verändert wurde. Sie besitzt mechanische Kegelladen. Eine Sanierung ist für 2022/2023 geplant. Die Disposition lautet wie folgt:
| I Hauptwerk C–g3 |        |
| Bordun           | 16′    |
| Prinzipal        | 8′     |
| Concertflöte     | 8′     |
| Dolce            | 8′     |
| Rohrflöte        | 8′     |
| Gambe            | 8′     |
| Oktave           | 4′     |
| Flöte            | 4′     |
| Octave           | 2′     |
| Mixtur V         | 2′     |
| Quinte           | 2 ⁄3′  |
| Terz             | 1 3⁄5′ |
| Zimbel V         | 1′     |
| Trompete         | 8′     |

| II Schwellwerk C–g3 |        |
| Geigenprinzipal     | 8′     |
| Gedackt             | 8′     |
| Quintatön           | 8′     |
| Violine             | 8′     |
| Rohrflöte           | 4′     |
| Salicet             | 4′     |
| Piccolo             | 2′     |
| Oktave              | 1′     |
| Terz (ab c0)        | 1 3⁄5′ |
| Quinte              | 1 ⁄3′  |
| Mixtur III          | 1 ⁄3′  |
| Oboe                | 8′     |
| Tremulant           |        |

| Pedal C–f1 |     |
| Subbass    | 16′ |
| Violonbass | 16′ |
| Octavbass  | 8′  |
| Cellobass  | 8′  |
| Oktavbass  | 4′  |
| Posaune    | 16′ |

- Koppeln: II/I, I/P, II/P, Oktavkoppel

## Geläut
Das Geläut besteht aus einer Bronzeglocke und drei Eisenhartgussglocken, der Glockenstuhl ist aus Stahl und die Glockenjoche sind aus Stahlguss gefertigt.
Im Folgenden eine Datenübersicht des Geläutes:
| Nr. | Gussdatum | Gießer                                    | Material      | Durchmesser | Masse  | Schlagton |
| --- | --------- | ----------------------------------------- | ------------- | ----------- | ------ | --------- |
| 1   | 1899      | Glockengießerei Christoph Albert Bierling | Bronze        | 1180 mm     | 800 kg | e′+1      |
| 2   | 1955      | Glockengießerei Schilling&Lattermann      | Eisenhartguss | 1360 mm     | 900 kg | fis′+2    |
| 3   | 1955      | Glockengießerei Schilling&Lattermann      | Eisenhartguss | 1115 mm     | 500 kg | b′-2      |
| 4   | 1955      | Glockengießerei Schilling&Lattermann      | Eisenhartguss | 990 mm      | 350 kg | h′+2      |

## Turmuhr
Die Turmuhr stammt aus der Meißner Turmuhrenfabrik Otto Fischer. Sie wird derzeit von dem gelernten Feinmechaniker und Uhrentechniker Andreas Vogler gewartet.

## Friedhofsanlagen
Der Friedhof mit einem umfangreichen Gehölzbestand befindet sich an der Kirche auf einer Anhöhe des Tales.

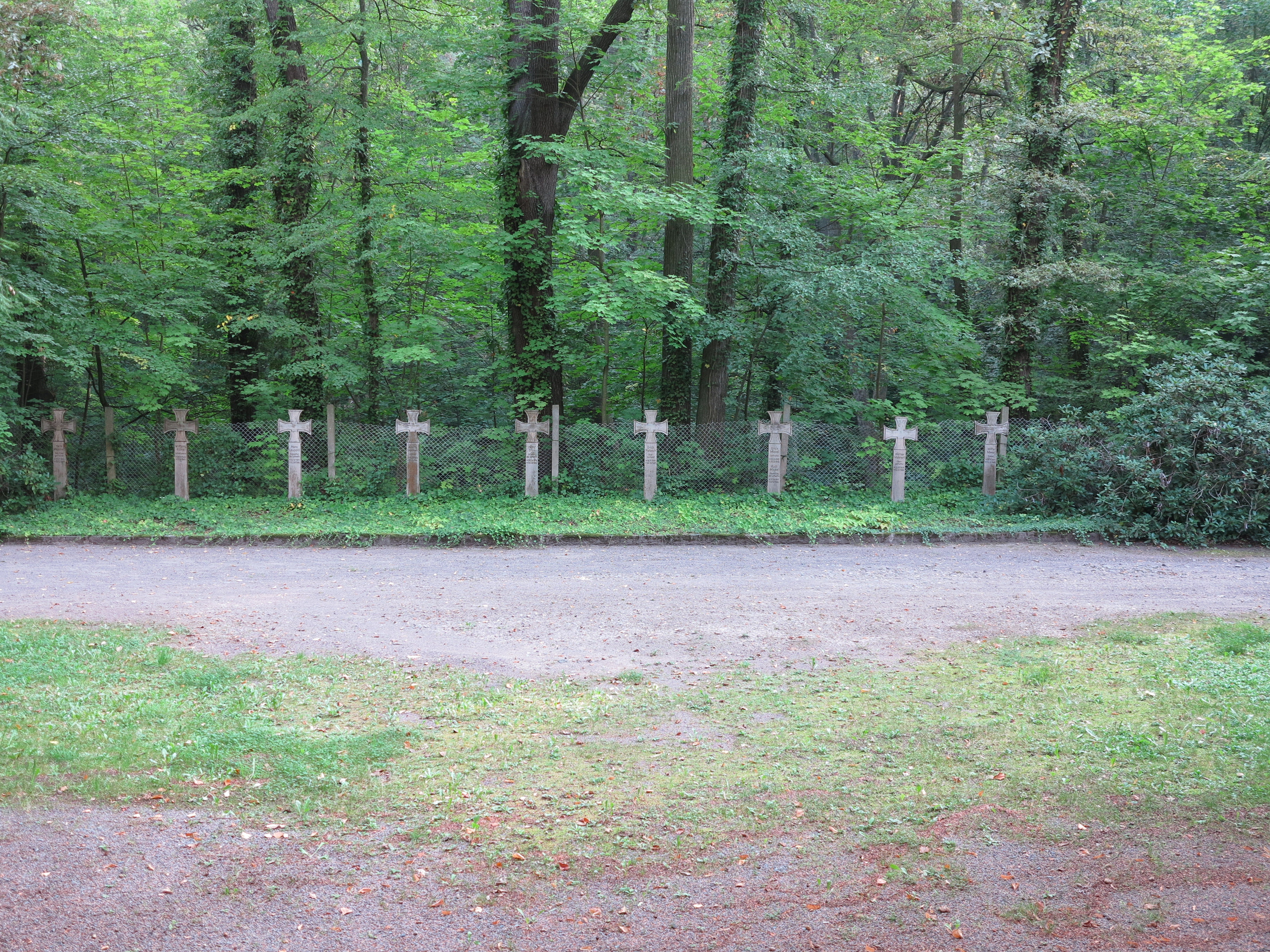
Holzkreuze für im Ersten Weltkrieg gefallene Soldaten
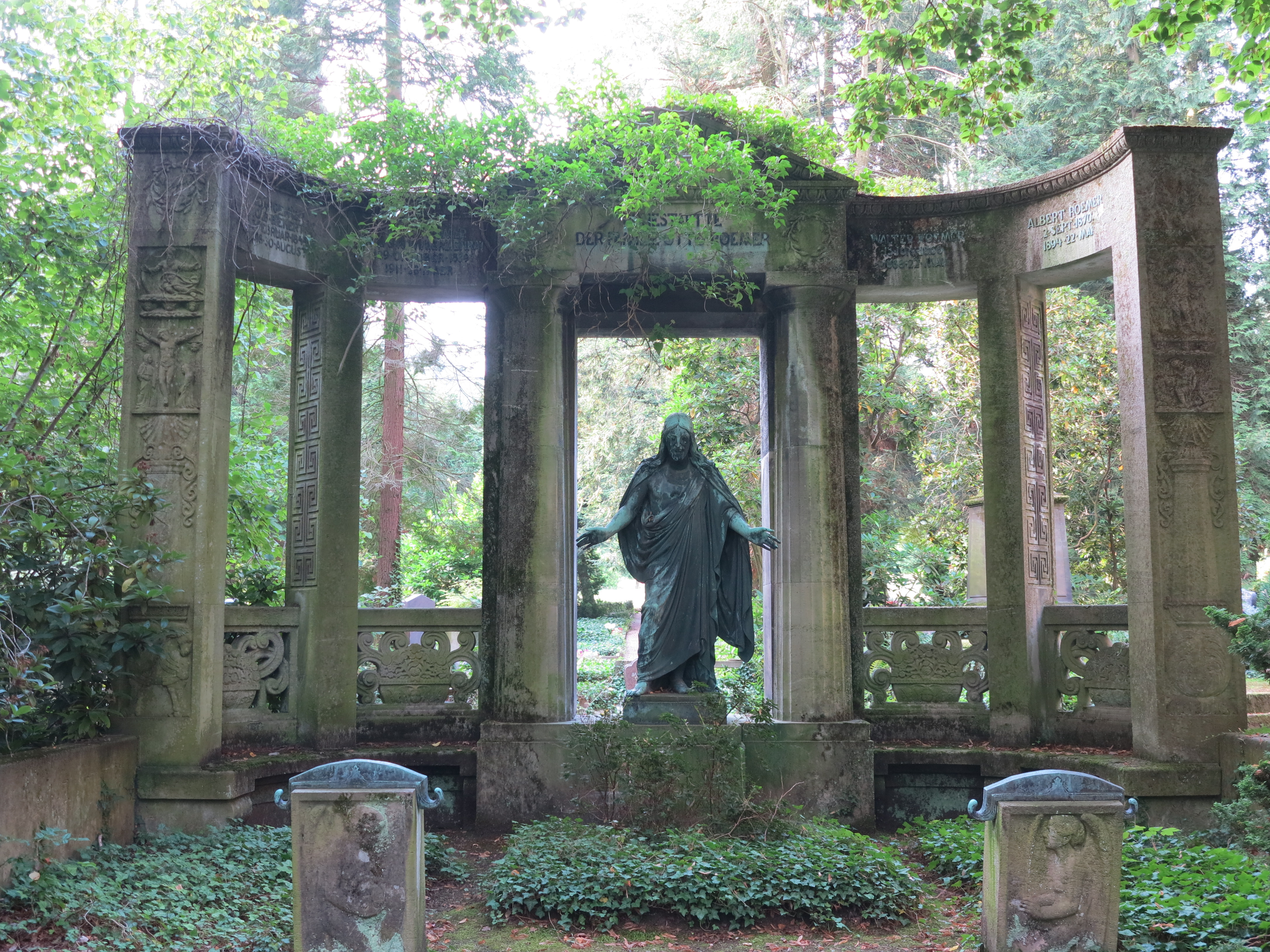
Grabstätte von „Herrn Kommerzienrat Otto Römer nebst seiner Frau Gemahlin“, wesentliche Schenkungen des Ehepaars ermöglichten den Bau dieser Kirche